# 华中师范大学出版社
华中师范大学出版社是中华人民共和国的一家出版社，成立于1985年，社址位于湖北省武汉市，由中华人民共和国教育部主管、华中师范大学主办。